# Maartje Scheepstra
Maartje Scheepstra, född den 1 april 1980 i Angguruk, Indonesien, är en nederländsk landhockeyspelare.
Hon tog OS-silver i damernas landhockeyturnering i samband med de olympiska landhockeytävlingarna 2004 i Aten.